# سندرم نفروتیک
نشانگان نفروتیک (به انگلیسی: Nephrotic syndrome) که با نام نفروز نیز شناخته می‌شود در پزشکی و اورولوژی٬ مجموعهٔ علائم و سمپتوم‌هایی است که بخاطر آسیب به غشای پایه (باسال) گلومرول‌های کلیه ایجاد می‌شود و کلیه‌ها به مقدار زیادی٬ پروتئین دفع می‌کنند. کلیه سالم در هر شبانه‌روز، کمتر از ٤٠ میلی‌گرم پروتئین را از طریق ادرار دفع می‌کند، درحالی‌که در نشانگان نفروتیک این میزان به مقدار ٢ گرم در روز یا بیشتر می‌رسد. دفع پروتئین در ادرار به ویژه آلبومین منجر به هیپوآلبومینمی شده و در بیمار شاهد اِدِم (خیز) و هیپرلیپیدمی خواهیم بود.
در کلیهٔ دچار سندرم نفروتیک٬ بر روی پُدوسیتها (سلول‌های دیواره گلومرول‌ها) سوراخ‌های بزرگی به اندازهٔ پروتئین قرار دارند که منجر به پروتئینوری (دفع پروتئین در ادرار) می‌شوند هرچند بزرگی سوراخ‌ها برای عبور گلبول‌های قرمز کافی نیست و در بیمار هماتوری (دفع خون در ادرار) نمی‌بینیم و همین نکته فرق نفروتیک و نفریتیک است. چراکه در سندرم نفریتیک علاوه بر دفع پروتئین٬ دفع خون از طریق ادرار وجود دارد.

## علائم و نشانه‌ها
- خیز یا ورم در اطراف چشم و پاها (به‌ویژه صبح‌ها)
- پروتئینوری یا دفع پروتئین (بیش‌تر از ۳ گرم در شبانه‌روز) از طریق ادرار (به‌ویژه دفع آلبومین)
- هیپرلیپیدمی و افزایش کلسترول خون
- آمنوره در زنان

## علت‌شناسی و اتیولوژی
نشانگان نفروتیک اگر با منشأ خود کلیه یا مادرزادی باشد نفروتیک اولیه٬ و اگر علتی دیگر در بدن وجود داشته باشد که کلیه را هم درگیر کند٬ نفروتیک ثانویه نام دارد.
1. نفروتیک اولیه: نفروتیک اولیه معمولاً در بحث بافت‌شناسی قرار می‌گیرد مانند نفروپاتی ساده که بیشتر در کودکان دیده می‌شود٬ گلومرواسکلروز کانونی و بالاخره نفروپاتی غشایی که از علت‌های اصلی در سندروم نفروتیک بزرگسالان است. این تشخیص زمانی ارزش دارد که پس از غربالگری٬ مشخص گردد که نفروتیک ثانویه وجود ندارد.
2. نفروتیک ثانویه: نفروتیک ثانویه از نظر هیستولوژی(بافت‌شناسی) از همان الگوهای نفروتیک اولیه پیروی می‌کند اما دلیل ایجاد شدن آن٬ عامل دیگری خارج از محدوده گلومرال (کپسول بومن در کلیه) مثلاً هپاتیت بی٬ مرض قند٬ سرطان بدخیم یا دارو است.

## عوارض
ترومبوز در سیاه‌رگ کلیوی٬ کم‌خونی٬ تغییر در سینتیک دارویی٬ آمبولی ریه و ادم ریوی

## تشخیص
اصلی‌ترین آزمایش در بیمار دارای سندرم نفروتیک٬ اندازه‌گیری میزان پروتئین در ادرار ۲۴ ساعته بیمار است و در کنار آن پزشک درخواست آزمایش خون و گاهی در صورت نیاز٬ بیوپسی و نمونه برداری از بافت کلیه(گلومرول) خواهد داد. از دیگر روش‌های تشخیصی می‌توان به اکوگرافی کلیه‌ها و مارکرهای خودایمنی همچون تست سرم‌الکتروفروز اشاره نمود. درمان بررفع علت زمینه‌ای که سبب بروز پروتینوری،کاهش پیشرفت CKDو بهبود علایم می‌شود،تاکید می‌کند. درمان اختصاصی شامل داروهای دیورتیک ،مهارکننده ACEجهت کاهش پروتینوری و داروهای کاهش دهنده چربی جهت درمان هایپرلیپیدمی می‌باشد.